# Moedomo Soedigdomarto
Moedomo Soedigdomarto, também grafado Mudomo Sudigdomarto, (29 de novembro de 1927, Magetan – 5 de novembro 2005, Bandung) foi um matemático indonésio, educador e professor no Bandung Institute of Technology, do qual ele era presidente (rektor, para explicação, veja Rector (academia)).
Foi um dos primeiros indonésios a completar um doutoramento em matemática, que obteve na Universidade de Illinois, com uma dissertação intitulada "A Representation Theory for the Laplace Transform of Vector-Valued Functions", em 1959 aos 32 anos de idade, sob a orientação de Robert Gardner Bartle.
Soedigdomarto detém a distinção de ser o primeiro indonésio a ter um artigo registrado no Mathematical Reviews (Moedomo e J. J. Uhl, Jr. "Radon-Nikodym theorems for the Bochner and Pettis integrals" publicado no Pacific Journal of Mathematics em 1971).